# Woody (California)
Woody es un área no incorporada ubicada en el condado de Kern en el estado estadounidense de California.

## Geografía
Woody se encuentra ubicada en las coordenadas 35°42′15″N 118°50′3″O / 35.70417, -118.83417.